# Seichamps
Seichamps é uma comuna francesa na região administrativa de Grande Leste, no departamento de Meurthe-et-Moselle. Estende-se por uma área de 4,30 km². Em 2010 a comuna tinha 5 095 habitantes (densidade: 1 184,9 hab./km²).